# Bandit Queen
Bandit Queen è un film indiano del 1994 diretto da Shekhar Kapur, ed ispirato alla vita di Phoolan Devi, interpretata da Seema Biswas.